# Lista siturilor arheologice din județul Neamț - C
Lista siturilor arheologice din județul Neamț - C conține toate siturile arheologice din județul Neamț înscrise în Repertoriul Arheologic Național (RAN) și aflate în localități al căror nume începe cu litera C. RAN este administrat de Ministerul Culturii și Patrimoniului Național și cuprinde date științifice, cartografice, topografice, imagini și planuri, precum și orice alte informații privitoare la zonele cu potențial arheologic, studiate sau nu, încă existente sau dispărute.
Puteți căuta un sit din localitățile care încep cu litera C folosind formularul de mai jos sau puteți naviga prin toate siturile din județ la Lista siturilor arheologice din județul Neamț.
| Cod RAN                                   | Denumire | Localitate                      | Adresă            | Datare                     | Descoperit | Coordonate                                    | Imagine           | Erori            |
| ----------------------------------------- | --- | ------------------------------- | ----------------- | -------------------------- | ---------- | --------------------------------------------- | ----------------- | ---------------- |
| 122748.01.01                              | Așezarea Latene Târziu de la Căciulești-Livada Enăchescu / ansamblu anonim (Categorie: locuire civilă) (Tip: Așezare)  | sat Căciulești, comuna Girov    | Livada Enăchescu  | carpică sec. II - III      |            |                                               | Încărcați imagine | Raportați eroare |
| 122141.03.01                              | Situl preistoric de la Costișa - "Dealul Stanciului" / ansamblu anonim (Categorie: așezare)                            | sat Costișa, comuna Costișa     | Dealul Stanciului |                            | 1935       | 46°45′52″N 26°39′25″E / 46.76433°N 26.65707°E | Încărcați imagine | Raportați eroare |
| 122141.02.03                              | Situl arheologic de la Costișa-Dealul Bisericii / ansamblu anonim (Categorie: locuire) (Tip: Așezare)                  | sat Costișa, comuna Costișa     | Dealul Bisericii  | Costișa                    |            | 46°45′21″N 26°39′52″E / 46.75584°N 26.66458°E | Încărcați imagine | Raportați eroare |
| 122141.02.02                              | Situl arheologic de la Costișa-Dealul Bisericii / ansamblu anonim (Categorie: locuire) (Tip: Așezare)                  | sat Costișa, comuna Costișa     | Dealul Bisericii  | Cucuteni - A, A-B, B       |            | 46°45′21″N 26°39′52″E / 46.75584°N 26.66458°E | Încărcați imagine | Raportați eroare |
| 122141.02.01                              | Situl arheologic de la Costișa-Dealul Bisericii / ansamblu anonim (Categorie: locuire) (Tip: Așezare)                  | sat Costișa, comuna Costișa     | Dealul Bisericii  | Precucuteni - III          |            | 46°45′21″N 26°39′52″E / 46.75584°N 26.66458°E | Încărcați imagine | Raportați eroare |
| 122196.01.01                              | Așezarea daco-romană de la Crăcăoani - Pe Terasă / ansamblu anonim (Categorie: locuire civilă) (Tip: Așezare)          | sat Crăcăoani, comuna Crăcăoani | Pe Terasă         | Sântana de Mureș sec. IV-V | 2009       | 47°04′13″N 26°22′02″E / 47.07028°N 26.36722°E | Încărcați imagine | Raportați eroare |
| 122034.02.01                              | Așezarea paleolitică de la Ceahlău - Cetățica I / ansamblu anonim (Categorie: locuire) (Tip: așezare)                  | sat Ceahlău, comuna Ceahlău     | Cetățica I        | aurignacian 35.000-25.000  |            | 47°02′55″N 25°59′55″E / 47.04861°N 25.99861°E | Încărcați imagine | Raportați eroare |
| 122034.02.02                              | Așezarea paleolitică de la Ceahlău - Cetățica I / ansamblu anonim (Categorie: locuire) (Tip: așezare)                  | sat Ceahlău, comuna Ceahlău     | Cetățica I        | Gravetian 25.000-15.000    |            | 47°02′55″N 25°59′55″E / 47.04861°N 25.99861°E | Încărcați imagine | Raportați eroare |
| 122034.03.01                              | Așezarea paleolitică de la Ceahlău - Cetățica II / ansamblu anonim (Categorie: locuire) (Tip: așezare)                 | sat Ceahlău, comuna Ceahlău     | Cetățica II       | aurignacian 35.000-25.000  |            | 47°02′55″N 25°09′55″E / 47.04861°N 25.16528°E | Încărcați imagine | Raportați eroare |
| 122034.03.02                              | Așezarea paleolitică de la Ceahlău - Cetățica II / ansamblu anonim (Categorie: locuire) (Tip: așezare)                 | sat Ceahlău, comuna Ceahlău     | Cetățica II       | Gravetian 25.000-15.000    |            | 47°02′55″N 25°09′55″E / 47.04861°N 25.16528°E | Încărcați imagine | Raportați eroare |
| 122034.04.01                              | Așezarea paleolitică de la Ceahlău - Bofu Mic / ansamblu anonim (Categorie: locuire) (Tip: așezare)                    | sat Ceahlău, comuna Ceahlău     | Bofu Mic          | Gravetian 25.000-15.000    |            | 47°03′15″N 25°57′15″E / 47.05416°N 25.95417°E | Încărcați imagine | Raportați eroare |
| 122034.05.02                              | Așezarea paleolitică de la Ceahlău - Dârțu / ansamblu anonim (Categorie: locuire) (Tip: așezare)                       | sat Ceahlău, comuna Ceahlău     | Dârțu             | Gravetian 25.000-15.000    |            | 47°02′35″N 25°58′25″E / 47.04306°N 25.97361°E | Încărcați imagine | Raportați eroare |
| 122034.05.01                              | Așezarea paleolitică de la Ceahlău - Dârțu / ansamblu anonim (Categorie: locuire) (Tip: așezare)                       | sat Ceahlău, comuna Ceahlău     | Dârțu             | aurignacian 35.000-25.000  |            | 47°02′35″N 25°58′25″E / 47.04306°N 25.97361°E | Încărcați imagine | Raportați eroare |
| 122034.06.01                              | Așezarea paleolitică de la Ceahlău - Podiș / ansamblu anonim (Categorie: locuire) (Tip: așezare)                       | sat Ceahlău, comuna Ceahlău     | Podiș             | aurignacian 35.000-25.000  |            | 47°02′45″N 25°57′55″E / 47.04583°N 25.96528°E | Încărcați imagine | Raportați eroare |
| 122034.06.02                              | Așezarea paleolitică de la Ceahlău - Podiș / ansamblu anonim (Categorie: locuire) (Tip: așezare)                       | sat Ceahlău, comuna Ceahlău     | Podiș             | Gravetian 25.000-15.000    |            | 47°02′45″N 25°57′55″E / 47.04583°N 25.96528°E | Încărcați imagine | Raportați eroare |
| 122070.01.01 (Cod LMI: NT-I-s-B-10492)    | Așezarea Latene târziu de la Cândești - "Dealul Cetățuia" / ansamblu anonim (Categorie: locuire civilă) (Tip: Așezare) | sat Cândești, comuna Cândești   | Dealul Cetățuia   | geto-dacică sec. II - III  |            | 46°42′00″N 26°35′00″E / 46.7°N 26.58333°E     | Încărcați imagine | Raportați eroare |
| 121634.01.01 (Cod LMI: NT-I-s-B-10493)    | Curtea medievală de la Corni - "Strâmbi" / ansamblu anonim (Categorie: locuire civilă) (Tip: Așezare)                  | sat Corni, comuna Bodești       | Strâmbi           | sec. XV - XVIII            |            |                                               | Încărcați imagine | Raportați eroare |
| 121634.01.02 (Cod LMI: NT-I-s-B-10493)    | Curtea medievală de la Corni - "Strâmbi" / ansamblu anonim (Categorie: locuire civilă) (Tip: Curte boierească)         | sat Corni, comuna Bodești       | Strâmbi           | sec. XV - XVIII            |            |                                               | Încărcați imagine | Raportați eroare |
| 122141.01.01 (Cod LMI: NT-I-s-B-10494)    | Situl arheologic de la Costișa - "Cetățuia" / ansamblu anonim (Categorie: locuire civilă) (Tip: Așezare)               | sat Costișa, comuna Costișa     | Cetățuia          | Monteoru - Ic2-Ic1         | 1937       | 46°45′38″N 26°39′41″E / 46.76056°N 26.66139°E | Încărcați imagine | Raportați eroare |
| 122141.01.02 (Cod LMI: NT-I-s-B-10494)    | Situl arheologic de la Costișa - "Cetățuia" / ansamblu anonim (Categorie: locuire civilă) (Tip: Așezare)               | sat Costișa, comuna Costișa     | Cetățuia          | Costișa                    | 1937       | 46°45′38″N 26°39′41″E / 46.76056°N 26.66139°E | Încărcați imagine | Raportați eroare |
| 122141.01.03 (Cod LMI: NT-I-s-B-10494)    | Situl arheologic de la Costișa - "Cetățuia" / ansamblu anonim (Categorie: locuire civilă) (Tip: Așezare)               | sat Costișa, comuna Costișa     | Cetățuia          | Precucuteni                | 1937       | 46°45′38″N 26°39′41″E / 46.76056°N 26.66139°E | Încărcați imagine | Raportați eroare |
| 122141.01.04 (Cod LMI: NT-I-s-B-10494)    | Situl arheologic de la Costișa - "Cetățuia" / ansamblu anonim (Categorie: locuire civilă) (Tip: Așezare)               | sat Costișa, comuna Costișa     | Cetățuia          |                            | 1937       | 46°45′38″N 26°39′41″E / 46.76056°N 26.66139°E | Încărcați imagine | Raportați eroare |
| 122141.01.05 (Cod LMI: NT-I-s-B-10494)    | Situl arheologic de la Costișa - "Cetățuia" / ansamblu anonim (Categorie: locuire civilă) (Tip: Mormânt de inhumație)  | sat Costișa, comuna Costișa     | Cetățuia          |                            | 1937       | 46°45′38″N 26°39′41″E / 46.76056°N 26.66139°E | Încărcați imagine | Raportați eroare |
| 122141.01.06 (Cod LMI: NT-I-s-B-10494)    | Situl arheologic de la Costișa - "Cetățuia" / ansamblu anonim (Categorie: locuire civilă) (Tip: Mormânt de inhumație)  | sat Costișa, comuna Costișa     | Cetățuia          |                            | 1937       | 46°45′38″N 26°39′41″E / 46.76056°N 26.66139°E | Încărcați imagine | Raportați eroare |
| 122141.01.07 (Cod LMI: NT-I-s-B-10494)    | Situl arheologic de la Costișa - "Cetățuia" / ansamblu anonim (Categorie: locuire civilă) (Tip: Mormânt de inhumație)  | sat Costișa, comuna Costișa     | Cetățuia          | sec. XVII                  | 1937       | 46°45′38″N 26°39′41″E / 46.76056°N 26.66139°E | Încărcați imagine | Raportați eroare |
| 122141.01.08 (Cod LMI: NT-I-s-B-10494)    | Situl arheologic de la Costișa - "Cetățuia" / ansamblu anonim (Categorie: locuire civilă) (Tip: Mormânt colectiv)      | sat Costișa, comuna Costișa     | Cetățuia          |                            | 1937       | 46°45′38″N 26°39′41″E / 46.76056°N 26.66139°E | Încărcați imagine | Raportați eroare |
| 122301.01.01 (Cod LMI: NT-I-m-B-10491.01) | Situl arheologic de la Cășăria - "Dealul Mătăhuia" / ansamblu anonim (Categorie: locuire civilă) (Tip: Așezare)        | sat Cășăria, comuna Dobreni     | Dealul Mătăhuia   | Cucuteni - A               |            | 46°59′00″N 26°25′00″E / 46.98333°N 26.41667°E | Încărcați imagine | Raportați eroare |
| 122301.01.02 (Cod LMI: NT-I-m-B-10491.02) | Situl arheologic de la Cășăria - "Dealul Mătăhuia" / ansamblu anonim (Categorie: locuire civilă) (Tip: Așezare)        | sat Cășăria, comuna Dobreni     | Dealul Mătăhuia   | Cucuteni - A-B             |            | 46°59′00″N 26°25′00″E / 46.98333°N 26.41667°E | Încărcați imagine | Raportați eroare |
| 122301.01.03 (Cod LMI: NT-I-s-B-10491)    | Situl arheologic de la Cășăria - "Dealul Mătăhuia" / ansamblu anonim (Categorie: locuire civilă) (Tip: Așezare)        | sat Cășăria, comuna Dobreni     | Dealul Mătăhuia   | Cucuteni - B               |            | 46°59′00″N 26°25′00″E / 46.98333°N 26.41667°E | Încărcați imagine | Raportați eroare |
| 122301.01.04 (Cod LMI: NT-I-s-B-10491)    | Situl arheologic de la Cășăria - "Dealul Mătăhuia" / ansamblu anonim (Categorie: locuire civilă) (Tip: Locuire)        | sat Cășăria, comuna Dobreni     | Dealul Mătăhuia   | Horodiștea                 |            | 46°59′00″N 26°25′00″E / 46.98333°N 26.41667°E | Încărcați imagine | Raportați eroare |